# Kepler-5
Kepler-5 es una estrella ubicada en la constelación del Cisne, en el campo de visión de la Misión Kepler, un proyecto de la NASA cuyo objetivo es detectar planetas en tránsito o pasando frente a sus estrellas anfitrionas, vistos desde la Tierra. Se ha detectado un planeta similar a Júpiter, llamado Kepler-5b, en órbita cercana alrededor de Kepler-5. El planeta de Kepler-5b fue uno de los primeros cinco planetas descubiertos por la sonda espacial Kepler; su descubrimiento se anunció el 4 de enero de 2010 en la 215.ª reunión de la Sociedad Astronómica Americana, tras ser verificado por diversos observatorios. Kepler-5 es más grande y masivo que el Sol, pero presenta una metalicidad similar, un factor clave en la formación planetaria.

## Características
Kepler-5 es una estrella similar al Sol que tiene 1,374 (± 0,056) masas solares y 1,793 (± 0,053) radios solares, y tiene el 137 % de la masa y el 179 % del radio del Sol. La estrella tiene una metalicidad de [Fe/H] 0,04 (± 0,06), lo que la hace aproximadamente tan rica en metales como el Sol, por lo tanto, aumenta la probabilidad de que la estrella tenga planetas en órbita. Kepler-5 tiene una temperatura efectiva de 6297 (± 60) K, que es más caliente que la temperatura efectiva del Sol de 5778 K.  Kepler-5 tiene una magnitud aparente de 13,4 y no se puede ver a simple vista.

## Sistema planetario
Kepler-5b tiene 2,111 masas jovianas y 1,426 radios jovianos. Por lo tanto, tiene más del doble de masa que Júpiter y un poco menos de tres mitades de su radio. Kepler-5b orbita su estrella cada 3,5485 días, a aproximadamente 0,0538 UA de Kepler-5. Por lo tanto, es un Júpiter caliente, o un gigante gaseoso que orbita cerca de su estrella anfitriona. A modo de comparación, Mercurio orbita el Sol a 0,3871 UA cada 87,97 días.  Se asume que la excentricidad del planeta es 0, que corresponde a la excentricidad de una órbita circular.
| Planeta | Masa     | Semieje mayor (UA) | Periodo orbital (días) | Excentricidad | Inclinación | Radio |
| ------- | -------- | ------------------ | ---------------------- | ------------- | ----------- | ----- |
| b       | 2.111 MJ | 0.0538             | 3.548465446            | 0             | 89.14 °     | ?     |